# Yūrei

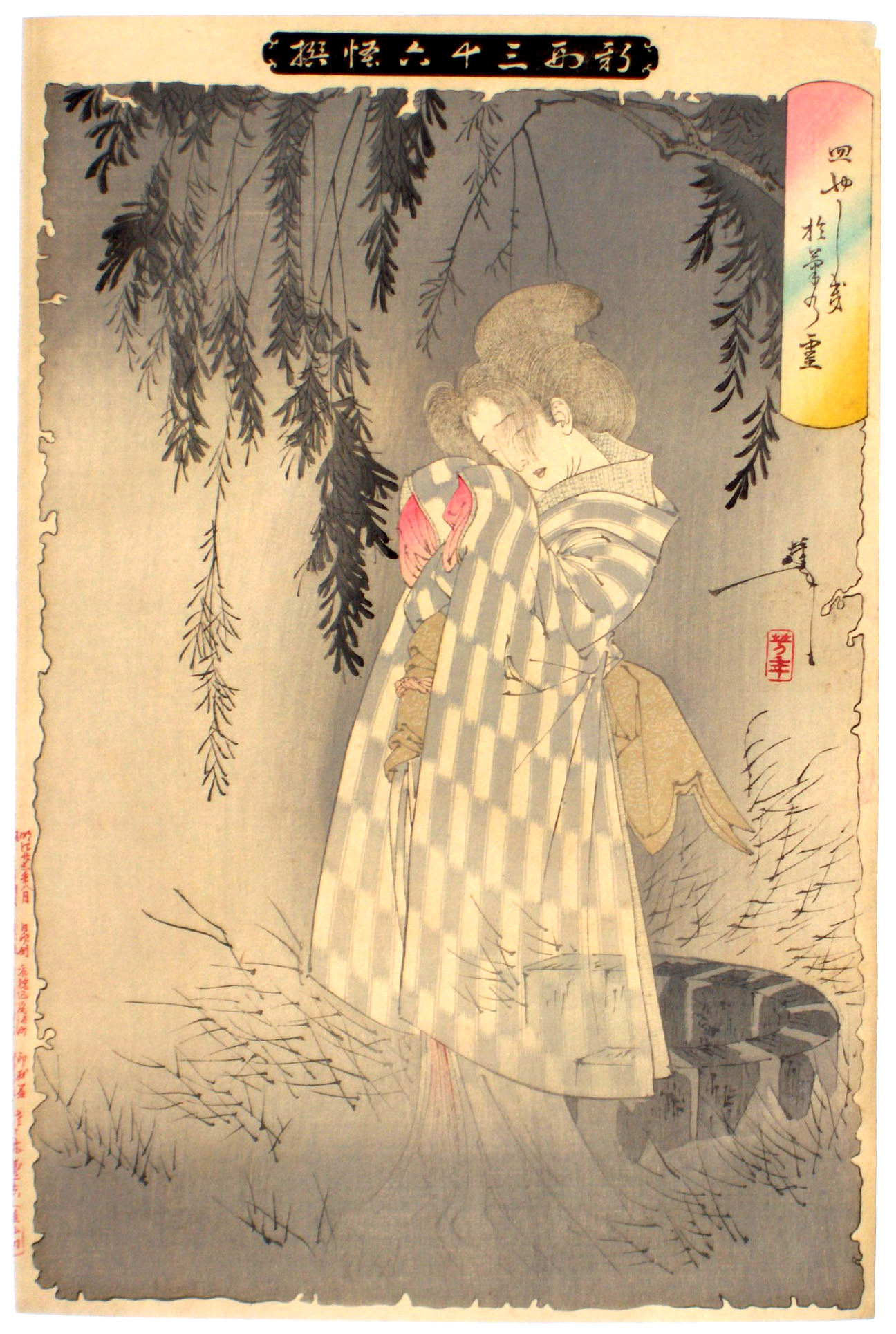
Okiku, japanskt spöke bredvid brunnen där hennes herre dränkte henne, av Tsukioka Yoshitoshi 1890

Yūrei (kanji: 幽霊) är japanska spöken. Som sina västerländska motsvarigheter tros de vara avlidnas själar som av olika anledningar hindrats från att nå frid efter döden (odöda). De flesta yūurei är farliga för de levande även om de ofta porträtterats som tragiska offer själva. Yūrei intar sedan länge en viktig plats inte bara i folkföreställningar utan även i populärkultur.